# Club Esportiu Sant Gabriel
El Club Esportiu Sant Gabriel és un club català de futbol de la ciutat de Sant Adrià de Besòs, al Barcelonès, dedicat a la promoció del futbol base.

## Història
A principis del segle xx, els germans Gabrielistes s'establiren a Sant Adrià de Besòs on fundaren un col·legi que disposava d'un camp de futbol. Des d'aleshores aquest terreny fou utilitzat pels joves de la ciutat per practicar-hi el futbol i competir en campionats locals. No fou, però, fins a l'any 1960 quan el CE Sant Gabriel es va inscriure a la Federació Catalana de Futbol. El primer president del club fou Josep Jofre. Des dels inicis el club es dedicà a promocionar el futbol base. L'any 1971 signà un contracte de col·laboració amb el FC Barcelona. El 1972 guanyà la Copa de Barcelona d'alevins. El club organitza anualment el Torneig Internacional de Futbol Infantil.

## Jugadors destacats
- Oleguer Presas "Oleguer"[4]
- Luis Javier García "Luis Garcia"[4]
- Cristian Hidalgo "Cristian"[4]
- Salvador Garcia Puig "Salva"[4]
- Cándido Viana "Candido"[4]
- Antoni Pinilla "Pini"[4]
- David Clotet "Clotet"[4]